# Cuộc vây hãm thành Inabayama
Cuộc vây hãm thành Inabayama (稻葉山城の戦い Đạo Diệp Sơn thành chi chiến?) là trận đánh cuối cùng trong chiến dịch đánh bại gia tộc Saito của Oda Nobunaga diễn ra vào năm 1567 tại lâu đài được dựng trên núi của gia tộc Saito và trong cuộc chinh phục tỉnh Mino, Nhật Bản. Cuộc bao vây diễn ra trong hai tuần, giữa ngày 13 và 27 tháng 9 năm 1567, hoặc theo lịch Nhật Bản là từ ngày 1 đến ngày 15 của tháng thứ 8, năm Vĩnh Lộc thứ 10 đời Thiên hoàng Chính Thân Đinh, theo Tín Trường công ký. Cuộc bao vây kết thúc trong một trận chiến quyết định và chiến thắng nhờ vào sự liên kết giữa các đội quân của Nobunaga cùng các chư hầu, và là kết quả trong cuộc chinh phục của gia tộc Saito. Chiến thắng này là đỉnh cao của chiến dịch chinh phục tỉnh Mino của Nobunaga, đã bắt đầu từ 6 năm về trước, và đánh dầu sự kết thúc của cuộc cạnh tranh giữa gia tộc Oda ở tỉnh Owari và gia tộc Saito ở Mino, mà đã bắt đầu từ hơn hai mươi năm trước đó giữa cha Nobunaga là Oda Nobuhide và Saito Dōsan.
Do sự suy yếu của gia tộc Saito cộng với quân lực đối phương quá mạnh, nhiều samurai đã bỏ sang hàng Nobunaga trước khi trận chiến bắt đầu, trong khi những người khác sẵn sàng chiến đấu tới cùng. Với chiến thắng này, Nobunaga nắm quyền kiểm soát tỉnh Mino rộng lớn và màu mỡ và đã đạt được rất nhiều ủng hộ từ chư hầu và có khá nhiều tài nguyên. Nobunaga cho sửa chữa lâu đài cũ của nhà Saito và lại đặt tên nó là thành Gifu, một cơ sở vững chắc để từ đó mở rộng lãnh thổ về phía bắc vào khu vực Hokuriku và tạo ảnh hưởng đến Kyoto. Thành Gifu là nơi ở chính thức của Nobunaga và là trung tâm quân sự đầu não cho đến khi ông chuyển đến tòa thành mới, Azuchi năm 1575.
Kinoshita Tōkichirō (sau này được gọi là Toyotomi Hideyoshi) đã đóng một vai trò quan trọng để Nobunaga giành chiến thắng tại Inabayama. Trong những năm trước khi trận đánh xảy ra, với tài ăn nói của mình, ông đã thuyết phục được nhiều daimyō địa phương theo Oda, và nhờ đó Nobunaga có đủ binh lính để sẵn sàng cho cuộc tấn công, và xây dựng 1 tòa lâu đài cạnh lãnh địa của đối phương để làm 1 điểm dàn tấn công. Ngoài chế phẩm này, Tōkichirō nghĩ ra và đã cho thực hiện một kế hoạch táo bạo, ông cho đột nhập vào lâu đài và mở cửa cho quân đội ngoại công. Và đó là một kết quả cho những nỗ lực của ông, chỗ đứng của ông với Nobunaga tăng đáng kể. Vì vậy, ngoài tầm quan trọng ngay lập tức của trận chiến với một kế hoạch tuyệt vời của Nobunaga, nó cũng là một bước quan trọng trong sự gia tăng quyền lực của Hideyoshi sau này.

## Bối cảnh

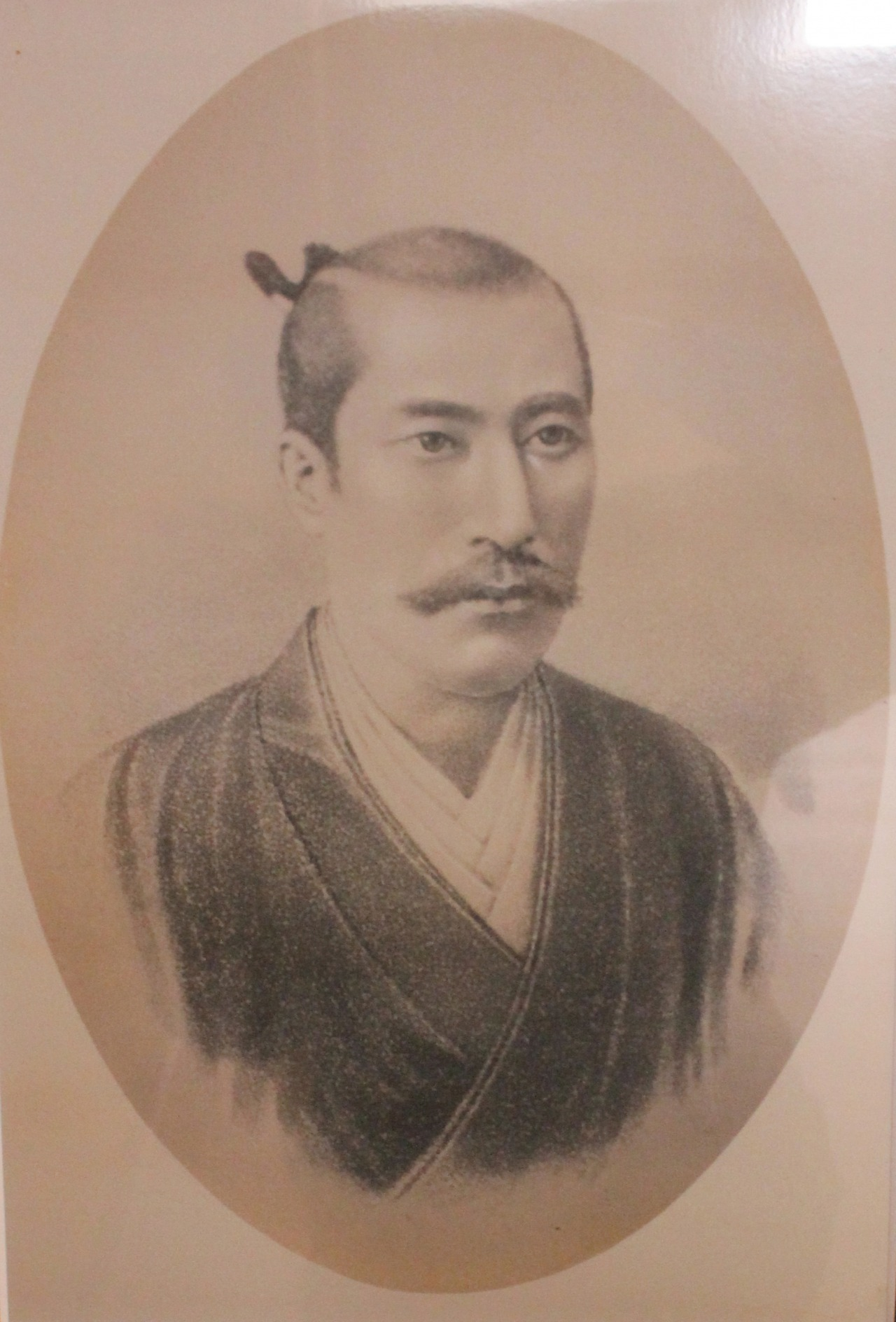
Oda Nobunaga, tranh của, thế kỷ 16

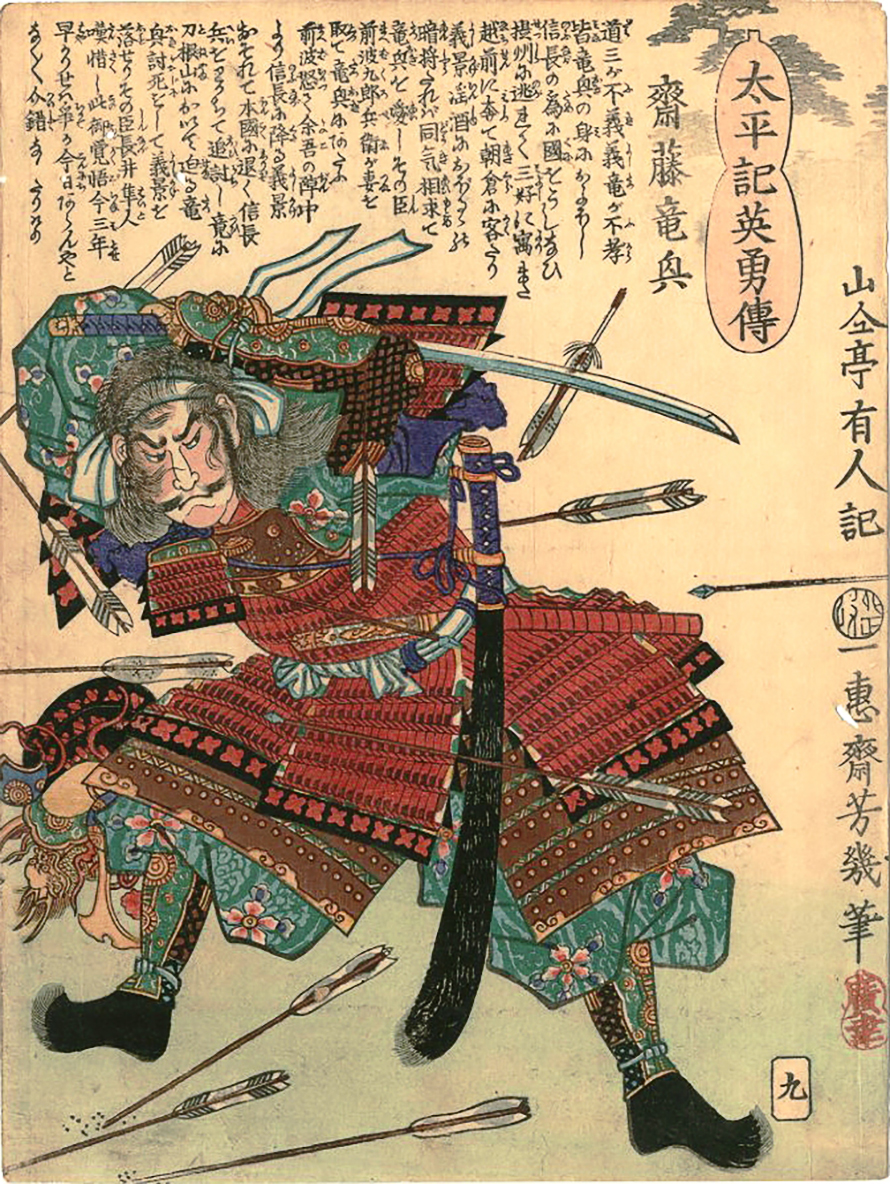
Saito Tatsuoki, tranh của Utagawa Yoshiiku

Năm 1549, chàng trai trẻ Oda Nobunaga đã kết hôn với Nōhime, con gái của Saito Dōsan, lãnh đạo của gia tộc Saito ở tỉnh Mino. Mặc dù Sait Dōsan là một nhà lãnh đạo quyết đoán và tàn bạo, nhưng xung đột nội bộ đã bắt đầu phân chia Saito thành nhiều phe phái khác nhau. Vào năm 1555, Saito Yoshitatsu, con trai cả của Dōsan co rằng quyền thừa kế của ông sẽ bị lấy đi, do đó ông đã giết chết hai em trai. Năm sau, ông tập hợp quân đội trung thành của mình và công khai nổi loạn chống lại cha mình. Dōsan thay đổi ý nguyện của ông, Oda Nobunaga trở thành người thừa kế hợp pháp, và ngay sau đó, Dōsan bị giết bởi một trong những thuộc hạ thân cận của Yoshitatsu của trận Nagaragawa. Vào thời điểm đó, Nobunaga là không thể giúp đỡ cha vợ, và cuộc nội chiến Saito diễn ra trong thời gian quá ngắn để bất kỳ người khác có thể can thiệp vào. Năm 1561, Yoshitatsu chết vì bệnh phong, và con trai ông, Saito Tatsuoki, đã trở thành người lãnh đạo gia tộc. Vào thời điểm đó, Tatsuoki còn quá trẻ và không có tài điều binh khiển tướng, nhưng đến khi bước vào tuổi trưởng thành, điều hiển nhiên trở nên rõ ràng là ông không có tài cầm quân.
Sau khi gia tộc Oda và Matsudaira liên minh với nhau và trước đó đánh bại gia tộc Imagawa trong trận Okehazama năm 1560, Nobunaga ở một vị trí bảo đảm hơn để tập trung vào láng giềng phương bắc của họ, gia tộc Saito. Nobunaga có vẻ đang có động cơ để trả thù cho cái chết của Saito Dōsan, cha vợ ông. Mặc dù Yoshitatsu qua đời năm 1561, nhưng Nobunaga vẫn tiếp tục với kế hoạch của mình, bằng cách sử dụng trả thù như là một cái cớ để tấn công.

## Chiến dịch Mino

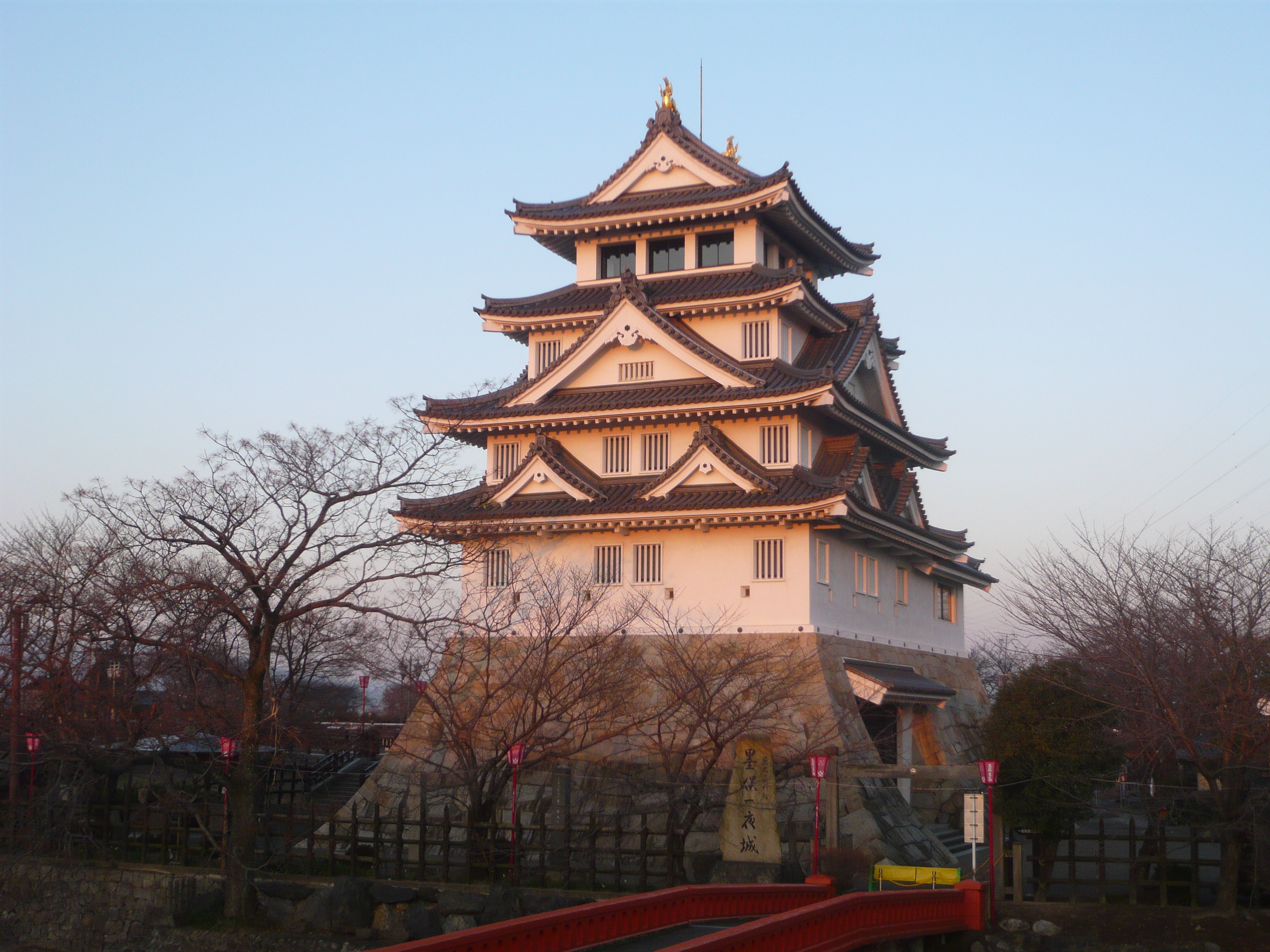
Thành Sunomata, 2008

Nobunaga cố gắng tấn công vào lãnh thổ Mino trong năm 1561 và 1563, và kết quả đã diễn ra trong một trận đánh ngắn ngủi. Khó có khả năng để thống nhất lại thế lực, Nobunaga đã quay lại lãnh thổ của mình. Theo lịch sử về thành quốc Gifu năm 1564, Nobunaga đã đi xa như vậy để nhằm tấn công thành Inabayama. Mặc dù Tatsuoki đã bỏ chạy, nhưng thuộc hạ của ông Takenaka Shigeharu (được gọi là Hanbei) và Morinari Ando vẫn ở lại bảo vệ lâu đài. Trong một buổi gặp mặt, Nobunaga yêu cầu Hanbei đầu hàng, nhưng ông từ chối. Nobunaga đã bị đuổi ra ngay sau đó, và trong những năm sau, Nobunaga đã cho xóa câu chuyện này từ các bản ghi chép và bị bỏ ra khỏi Tín Trường công ký.
Bắt đầu từ năm 1564, Nobunaga cho thân cận Kinoshita Tōkichirō đi làm thuyết khách, nhằm mục đích thuyết phục nhiều người trong số các lãnh chúa trong vùng gia nhập liên minh đang ngày càng lớn mạnh của gia tộc Oda. Năm 1566, dự đoán chiến dịch sắp xảy ra, Kinoshita đề xuất Nobunaga xây dựng một lâu đài ở gần thành Inabayama, để phục vụ như là một điểm trung gian cho quân đội Oda. Nobunaga đồng ý và trả công cho Kinoshita. Với mục đích này, Kinoshita xây dựng lâu đài Sunomata trên bờ đối diện với lãnh thổ Saito qua sông Sai. Nhược điểm gần lâu đài của kẻ thù cũng là một vấn đề trong quá trình xây dựng. Cho đến khi được hoàn thành, người của Kinoshita bị chết khá nhiều sau một cuộc tấn công từ bên kia sông. Theo truyện kể, Kinoshita xây dựng lâu đài chỉ trong một đêm. Tuy nhiên, có nhiều khả năng rằng nó chỉ là cái khung của tòa tháp, và đứng ở phía đối diện, người ta sẽ thấy mặt tiền của thành, và trông giống như đã hoàn thành. Việc xây dựng bị đình trệ bởi Kinoshita lo sợ địch sẽ tái tấn công. Người của Kinoshita nhanh chóng chuyển các vật liệu vào một pháo đài, và sau đó lâu đài đã chính thức hoàn chỉnh. Nobunaga vẫn tiếp tục cho Kinoshita quản lý lâu đài. Ngày nay, thành Sunomata thường được gọi là "Sunomata Ichiya" theo sự tích xây dựng thành chỉ trong một đêm.

## Giao chiến

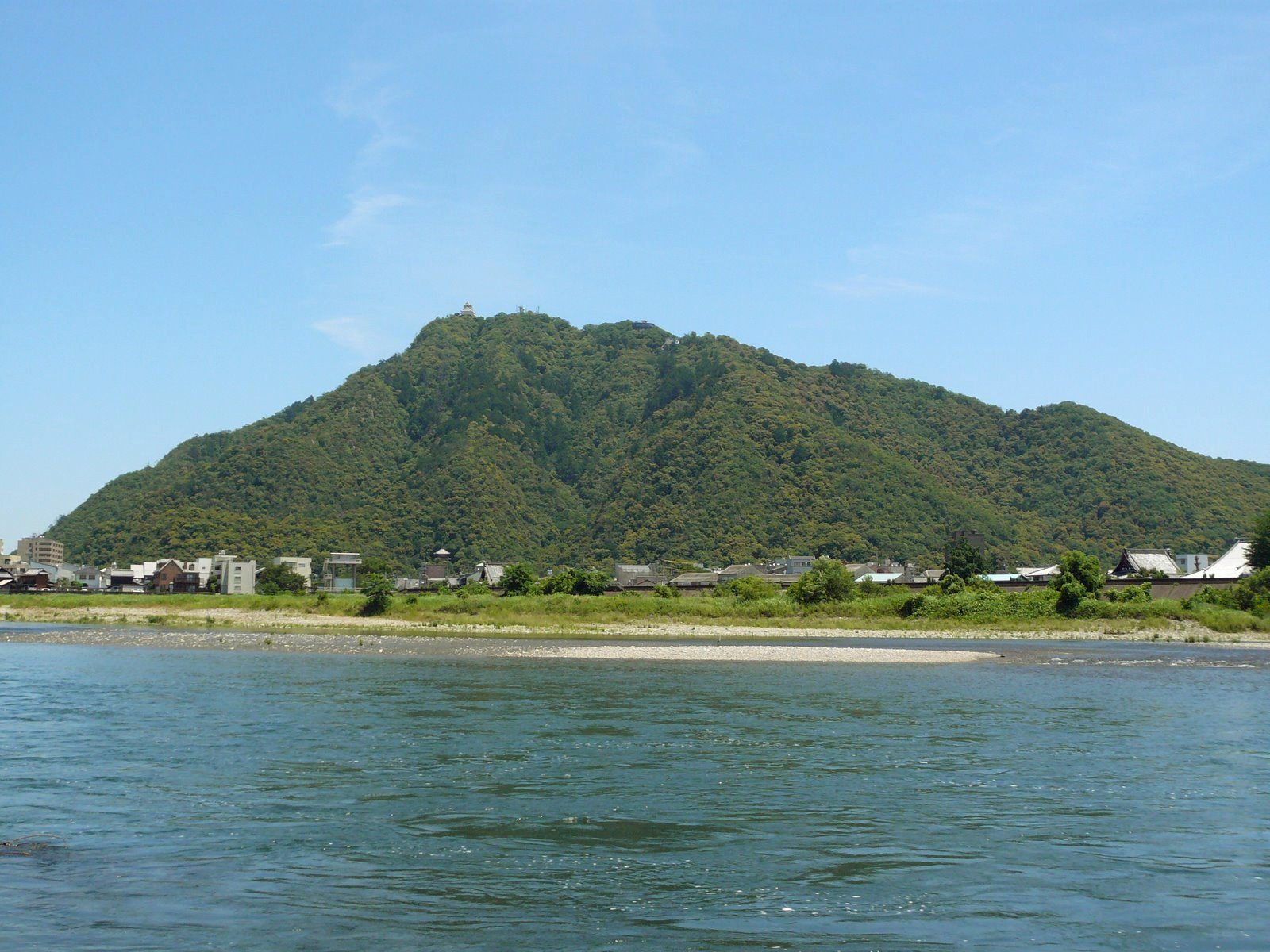
Núi Kinka, được gọi là Inabayama tại thời điểm diễn ra trận chiến.

Năm 1567, Nobunaga phát động một cuộc tấn công chống lại gia tộc Saito ở tỉnh Mino. Trụ sở chính của gia tộc và trung tâm hành chính của tỉnh Mino là lâu đài Inabayama, một pháo đài núi được xây trên đỉnh núi Inaba (nằm tại thành phố Gifu ngày nay). Saito Tatsuoki, daimyo của gia tộc Saito, là một người hèn nhát và không có tài điều binh, vì vậy Takenaka Hanbei đã tổ chức một cuộc đảo chính, ông cướp quyền đã chỉ huy của lâu đài và quân đội. Mặc dù Tatsuoki được phép tiếp tục đứng đầu gia tộc trên danh nghĩa, ông cũng chả đóng góp được gì cho kết quả của trận đánh. Khi quân đội Oda vào Mino, Hanbei cho chuẩn bị 3.000 cho phòng vệ để bảo vệ lâu đài.
Theo Tín Trường công ký, trận đánh bắt đầy vào ngày thứ 1, tháng thứ 8, năm Vĩnh Lộc thứ 10. Nobunaga tiến vào Mino với 3.000 quân bản bộ, và thêm 9.000 quân sau khi liên lạc với đồng minh. Trong số đó, các daimyo và thuộc hạ của Oda là Shibata Katsuie, Tsuneoki Ikeda, Mori Yoshinari, Sakuma Nobumori, và Maeda Toshiie. Tổng cộng một đội quân gồm khoảng 12.000 quân đã vượt sông Kiso. Khi binh sĩ tập hợp đầy đủ, Nobunaga đã cho gửi 2 sứ giả, là Murai Sadakatsu và Shimada Hidemitsu tới ba trong số chư hầu của gia tộc Saito, được gọi là bộ ba Mino, yêu cầu họ hợp tác trong trận chiến sắp tới. Kinoshita Tōkichirō, lãnh chúa Mino, sau khi bị thuyết phục đã đưa thêm 10.000 quân vào dưới trướng của Nobunaga. Khi các lực lượng trung thành với Nobunaga di chuyển qua đồng bằng, một số đã giao chiến đấu trong những nỗ lực vô ích của đối phương để chặn đường tiến của quân xâm lược. Quân đội Nobunaga đi vào thị trấn Inoguchi, một thị trấn nằm ngay bên dưới lâu đài Inabayama, ngay sau đó. Để dọn sạch bãi chiến trường và cũng như lập trại cho quân đội, Nobunaga cho samurai đốt phứt thị trấn. Sau khi một số lính chiếm được núi Inoguchi, còn trung quân đã được bố trí rất kỹ càng trước khi bắt đầu cuộc bao vây. Tại thời điểm này, cờ các chư hầu đã phản gia tộc Saito trước đây bay tua tủa dưới núi, lòng quân bắt đầu hoang mang, thành Inabayama đang bị đặt trọng tình trạng báo động.
Trong những ngày sau đó, Kinoshita Tōkichirō đã cử nhiều gián điệp đi thu thập thông tin, đặc biệt là từ nông dân, họ sẵn sàng giúp đỡ. Một trong những người này, Horio Yoshiharu, đã phát hiện ra một bí đạo ít được biết đến dẫn lên mặt phía bắc của núi. Nhưng do sườn núi phía bắc dưới lâu đài quá dốc, nên không tấn công bởi một đội quân lớn, và để đạt hiệu quả phương án trên đã bị bỏ qua.

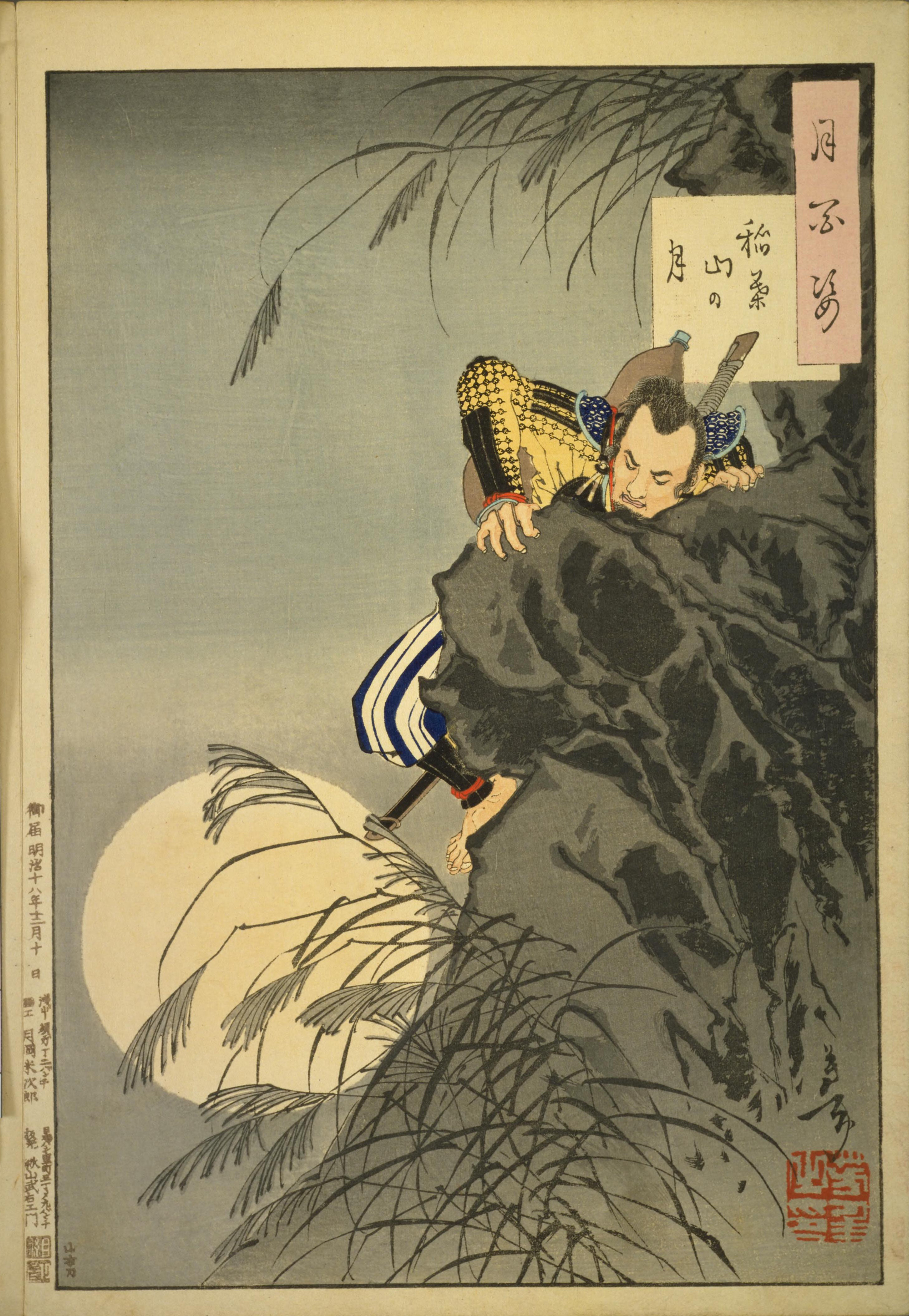
"Trăng núi Inaba" Kinoshita Tōkichirō trẻ tuổi dẫn một tốp quân nhỏ tập kích lâu đài trên núi Inaba

Không rõ những gì đã xảy ra trên chiến trường giữa ngày 14 đến 25 tháng 9. Theo những điều được biết đến về phong cách cầm quân của Nobunaga, chiến thuật bao vây sẽ hiện hành trong ngày. Cách bố trí các lâu đài Nhật Bản, và các sự kiện tiếp sau đó, ta có thể được suy ra rằng quân đội của Nobunaga đã tấn công của họ và có thể xâm phạm vào đồn phòng thủ phía ngoài của thành Inabayama. Tuy nhiên, chắc chắn rằng, Kinoshita Tōkichirō đã nghĩ ra một diệu kế, một tốp quân nhỏ sẽ tiến về mặt phía bắc của núi, đột nhập vào lâu đài để mở cổng thành cho quân đội bao vây ngoại công. Nobunaga đã được phê duyệt và Kinoshita dẫn dắt nhóm đột kích. Đối với nhóm của ông, Kinoshita đã chọn Horio Yoshiharu, Hachisuka Koroku, và năm hay sáu người khác cùng đi theo. Ngày 26 tháng Chín, Nobunaga đã rất tự tin vào kế hoạch Kinoshita và kết quả mỹ mãn của trận chiến. Ông cũng chào đón bộ ba Mino, những người đã phải kinh ngạc bởi sự táo bạo của ông, và cho họ nhiều lợi ích.

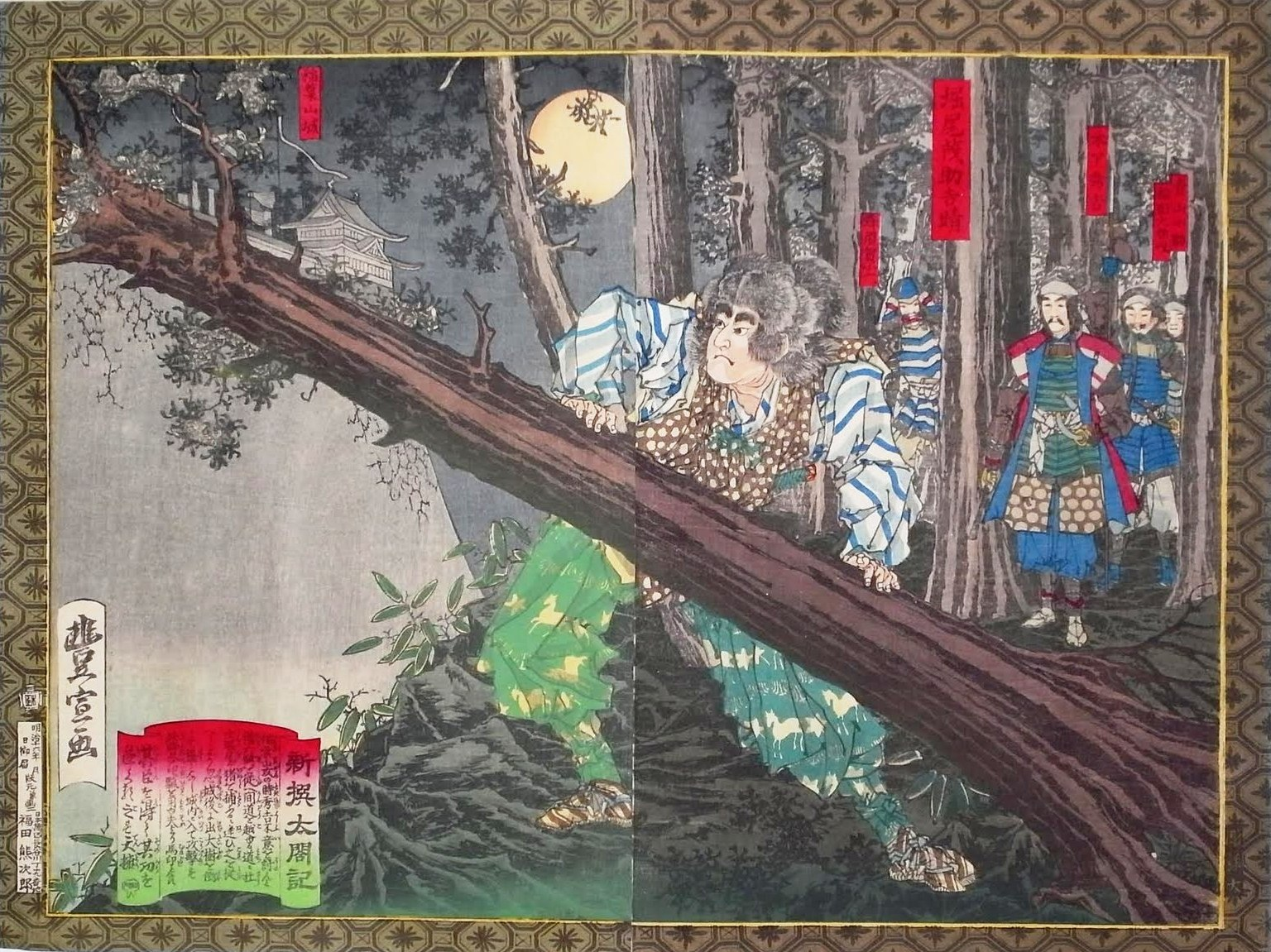
Horio Yoshiharu dẫn Toyotomi Hideyoshi và tốp quân đột nhập vào thành Inabayama.

Vào đêm 26 tháng 9, Kinoshita điểm danh tốp quân của mình, và lo ngại về nhiệt độ vào cuối mùa hè và người giữ lương đã cho họ một trái bầu đầy nước ngọt. Sau đó Kinoshita Tōkichirō đã đi theo Horio Yoshiharu và tiêu diệt một nhóm lính tuần nhỏ xung quanh để trở lại của ngọn núi, họ trèo lên sườn dốc, ánh trăng rằm tỏa sáng phía sau lưng họ.
Sau lúc bình minh, họ đột nhập được vào lâu đài, đốt được cháy một kho tàng, và sau đó chạy đến mở cổng phía trước, giết chết bất cứ ai có chặn đường họ. Khi họ đã chạy đến những cổng nhà, Kinoshita gắn liền trái bầu của họ với một ngọn giáo và vẫy ra hiệu rằng họ đã ở đúng vị trí. Trong khi nhiệm vụ của Kinoshita đã được tiến hành, đạo quân chủ lực theo Kuroda Kanbei đã bắt đầu tấn công vào quân bảo vệ lâu đài, làm mất tập trung những người bảo vệ trong khi các bộ binh đối phương di chuyển vào đúng vị trí. Khi Kinoshita ra hiệu, bộ binh của Kuroda tiến vào và tiêu diệt hết quân phòng vệ của lâu đài.
Khi chiến thắng sắp xảy ra, nhóm Kinoshita của phát hiện một chỗ ngồi nghỉ trong khi Horio Yoshiharu tìm được một ít rượu Sake từ 1 quả bầu lớn mà ông đã lấy từ nguồn cung ứng của lâu đài. Vào cuối ngày 27 tháng 9 năm 1567, lâu đài đã thất thủ và các daimyo còn lại của tỉnh Mino chính thức đầu hàng Nobunaga.

## Sau cuộc chiến
Trong thời gian khoảng hai tuần, Oda Nobunaga đã tiến vào tỉnh Mino màu mỡ, sau khi chinh phục gia tộc đang cầm quyền trong lâu đài chính, thành Inabayama. Sau trận đấu, bộ ba Mino, đã không khỏi kinh ngạc bởi tốc độ và khả năng cầm quân phi thường của Nobunaga, và họ vĩnh viễn thần phục Nobunaga.

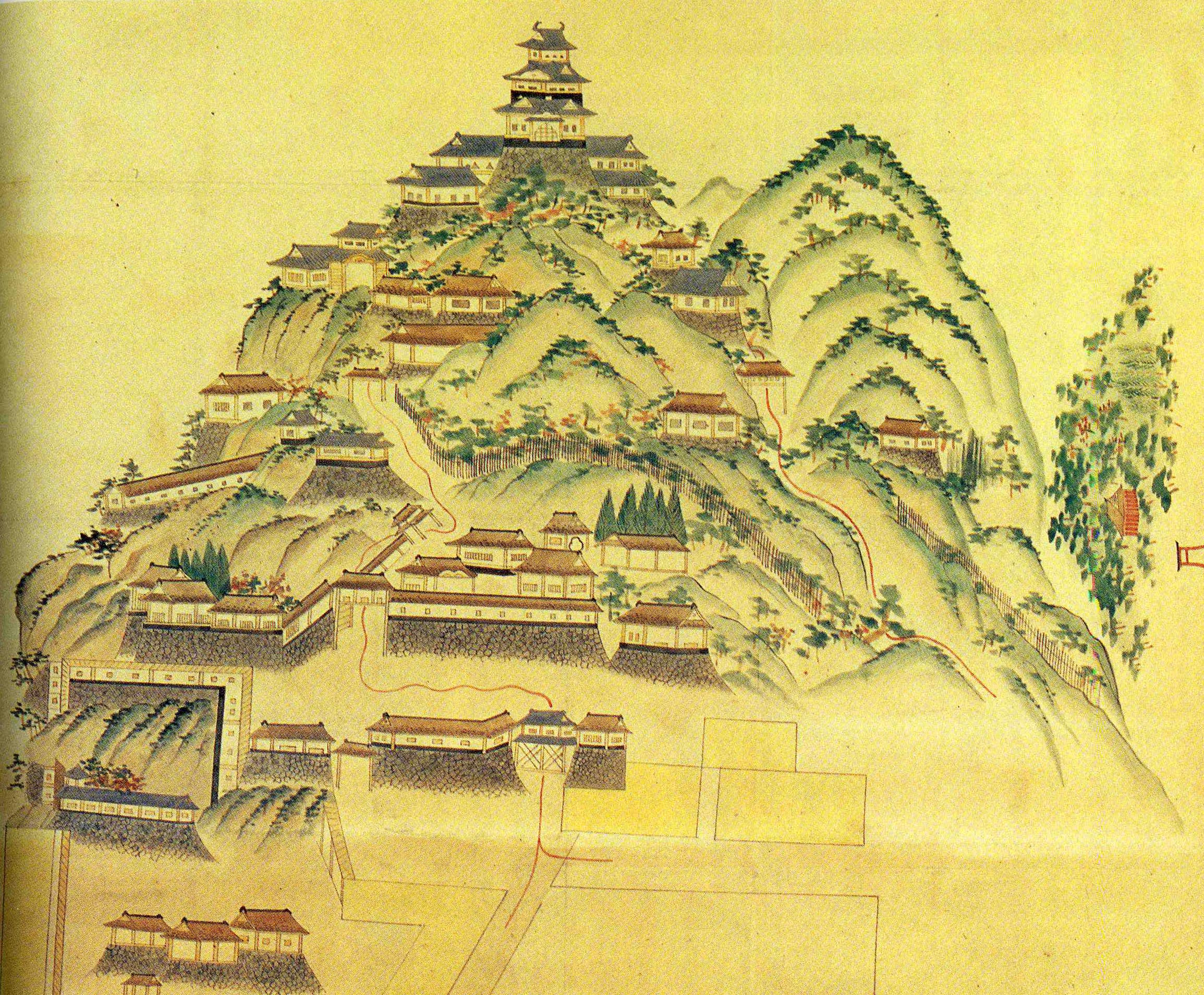
Bản đồ Lâu đài Gifu thời kỳ Edo.

Nobunaga đã cho sửa chữa lại lâu đài và lại đặt tên nó là Thành Gifu. Thành phố Inoguchi cũng được đặt tên là Gifu tương tự. Nobunaga đã xây dựng một trang viên xa hoa trên núi cho lâu đài. Ông chuyển cơ sở chính của ông và chỗ ở từ thành Komaki đến Gifu. Ông tiếp tục sử dụng thành Gifu là nơi sinh hoạt, trị sở chính và cho đến khi ông chuyển vào thành Azuchi sau khi nó hoàn thành trong năm 1575.
Saito Tatsuoki may mắn sống sót sau trận chiến. Vào đêm ngày 26 tháng 9, ông đã rời bỏ lâu đài, lên một chiếc thuyền, và bỏ chạy xuống sông Nagara, và cuối cùng tìm thấy con đường của ông tới Nagashima, tỉnh Ise. Ông sống lưu vong một thời gian, nhưng cuối cùng tìm đến trú thân với Asakura Yoshikage. Ông ta bị giết trong trận Tonezaka ở tuổi 26, năm 1573.
Những nỗ lực của Kinoshita Tōkichirō, chủ mưu của chiến thắng đã được tuyên dương bởi Oda Nobunaga, và vị thế của ông ngày càng tăng cao. Ngay sau trận chiến, Kinoshita đã lấy tên là Hashiba Hideyoshi. Hideyoshi đã sử dụng một hình ảnh của một bầu vàng là tiêu chuẩn trận đánh, kỷ niệm sự thành công của sứ mệnh của mình tại thành Inabayama. Trong thời gian sau, ông thay đổi họ mình thành Toyotomi. Kuroda Kanbei, người đã lãnh đạo cuộc tấn công, và Takenaka Hanbei, người đã bảo vệ lâu đài, cả hai cuối cùng phục vụ cho Toyotomi Hideyoshi, và giúp ông rất nhiều trong công cuộc thống nhất Nhật Bản sau này.